# Yondiradi Kuydiradi
Yondiradi Kuydiradi (Originaltitel: Yondiradi — kuydiradi) ist ein usbekischer Dramedy-Film aus dem Jahr 2011. Regie führte Bakhrom Yakubov, Produzenten waren Avaz Tojikhonov und Ruslan Mirzaev. Ulugbek Kadyrov, Saida Rametova und Lola Yuldosheva spielten die Hauptrollen.

## Handlung
Die usbekische Komödie dreht sich um die beiden Hauptfiguren Lola, die ihren Abschluss an einer ausländischen Universität gemacht hat und in ihre Heimat zurückgekehrt ist, und Azamat, einen typischen Usbeken, dessen Leben sich die meiste Zeit auf den Straßen von Taschkent abspielt.